# Ochsenfurt
Ochsenfurt is een plaats in de Duitse deelstaat Beieren, gelegen in de Landkreis Würzburg. De stad telt 11.248 inwoners.

## Foto's

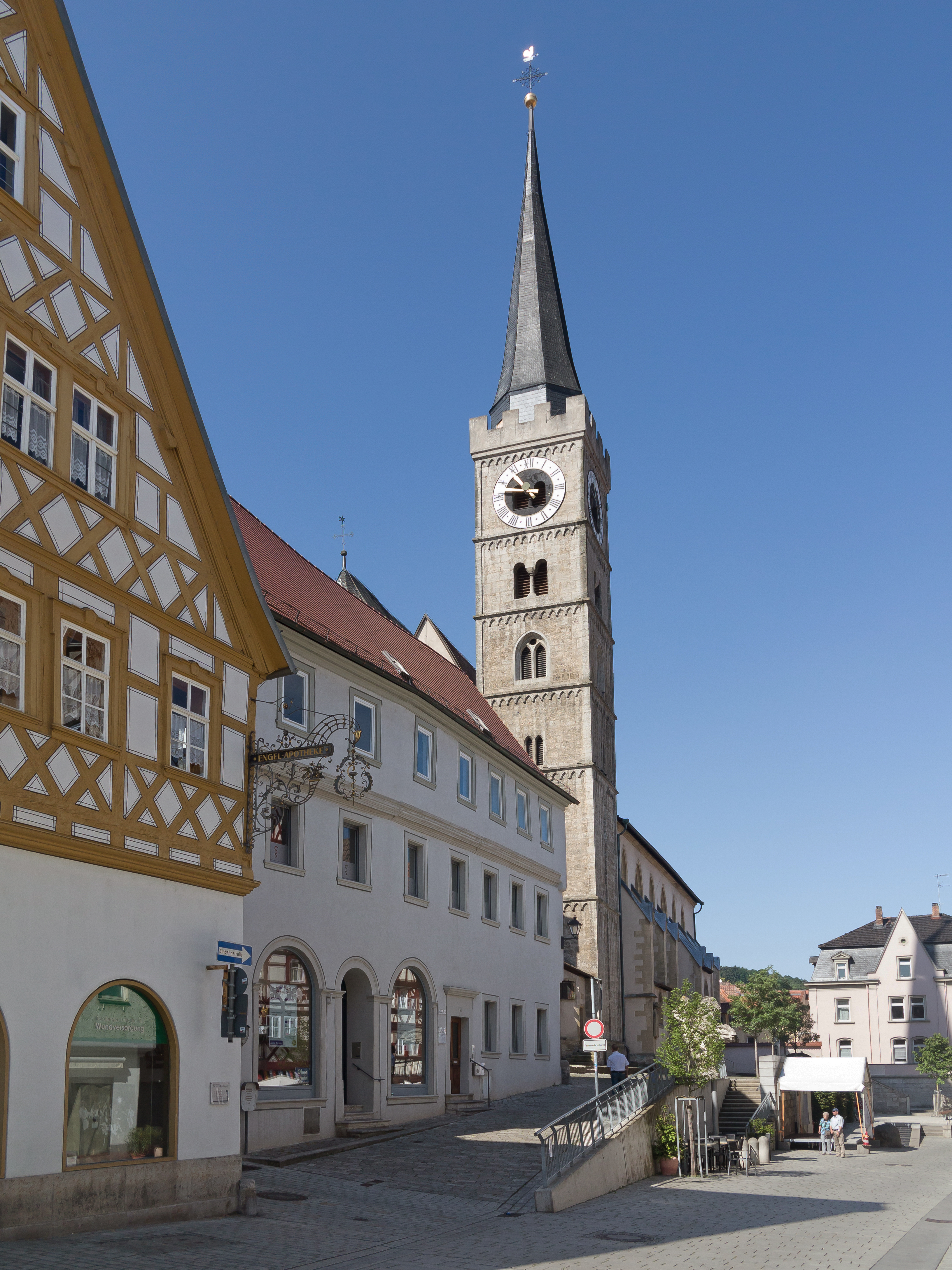
Katholieke kerk Pfarrkirche Sankt Andreas
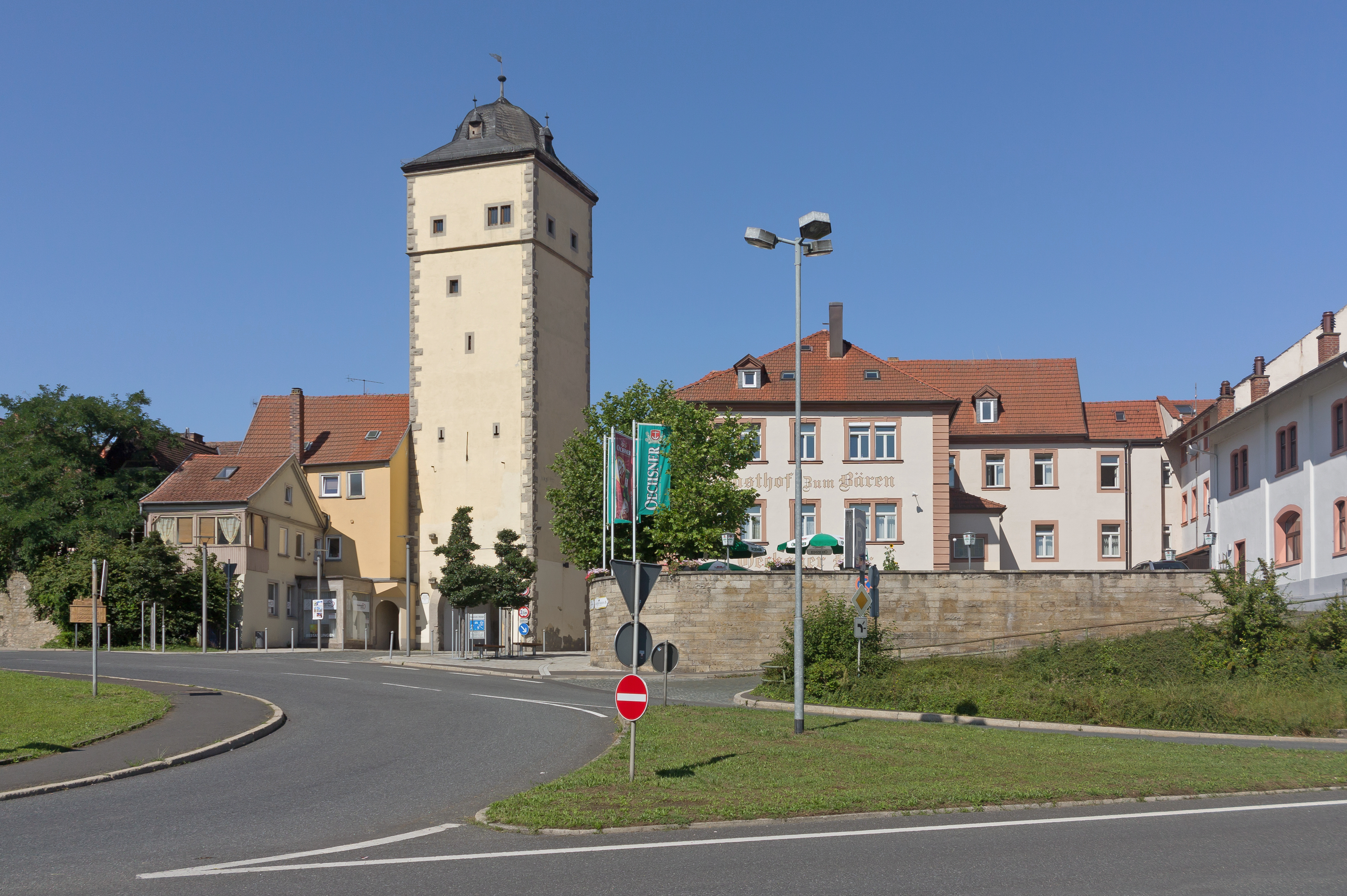
Straatzicht (die Hauptstrasse-Zwinger) met stadspoort (der Oberen Tor)
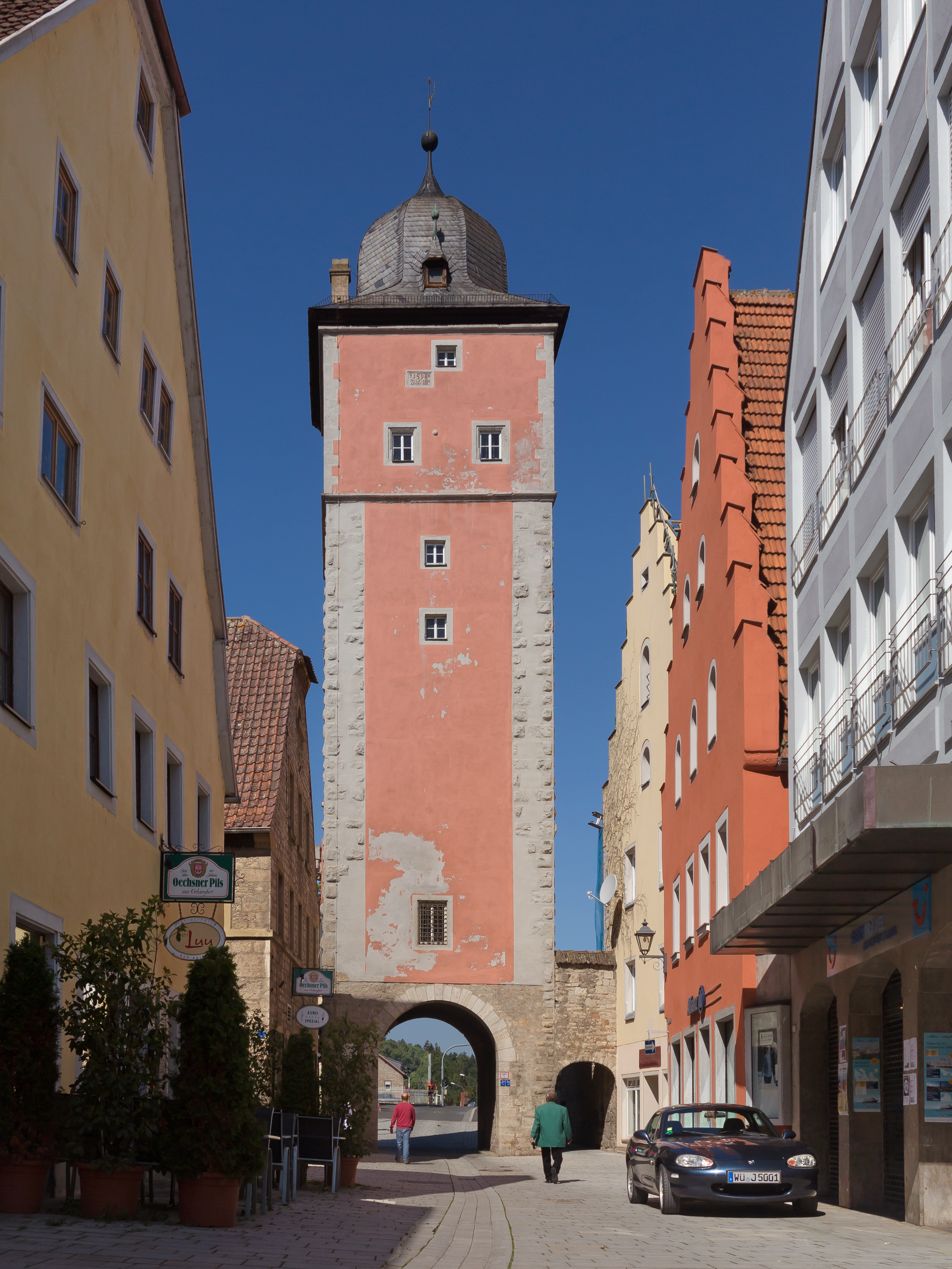
Stadspoort das Klingentor
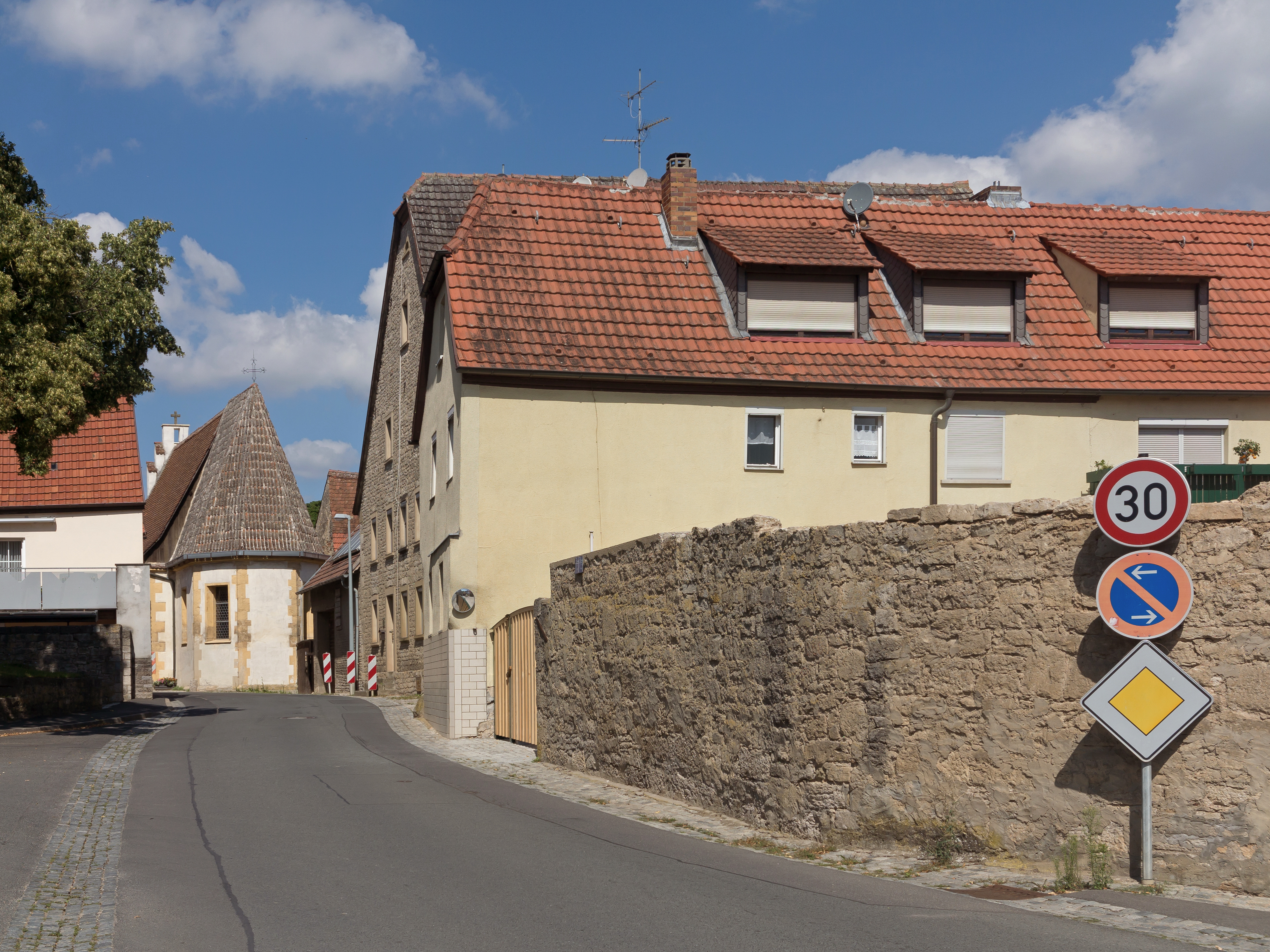
Gossmanndorf, straatzicht: Zielweg-Zehnhofstrasse

## Geografie
Ochsenfurt heeft een oppervlakte van 63,55 km² en ligt in het zuiden van Duitsland.

## Etymologie
De naam Ochsenfurt komt van de os. Op de plek waar nu Ochsenfurt ligt, lag vroeger een voorde (Furt) in de rivier waar koeien (Ochsen) konden oversteken. Ook de naam van de stad Oxford in het Verenigd Koninkrijk is hiervan afgeleid, evenals Vilvoorde ( = vee-voorde) en Ruddervoorde ( = runder-voorde) in Vlaanderen en Coevorden in Nederland. Ook de naam Bosporus betekent hetzelfde.

## Partnersteden
- Ropczyce
- Wimborne
- Zábřeh
- Coutances
- Colditz

## Geboren in Ochsenfurt
- Johann Georg Reinhardt (1676/1677-1742), componist en kapelmeester

Altertheim ·
Aub ·
Bergtheim ·
Bieberehren ·
Bütthard ·
Eibelstadt ·
Eisenheim ·
Eisingen ·
Erlabrunn ·
Estenfeld ·
Frickenhausen a.Main ·
Gaukönigshofen ·
Gelchsheim ·
Gerbrunn ·
Geroldshausen ·
Giebelstadt ·
Greußenheim ·
Güntersleben ·
Hausen b.Würzburg ·
Helmstadt ·
Hettstadt ·
Höchberg ·
Holzkirchen ·
Kirchheim ·
Kist (Beieren) ·
Kleinrinderfeld ·
Kürnach ·
Leinach ·
Margetshöchheim ·
Neubrunn ·
Oberpleichfeld ·
Ochsenfurt ·
Prosselsheim ·
Randersacker ·
Reichenberg ·
Remlingen ·
Riedenheim ·
Rimpar ·
Rottendorf ·
Röttingen ·
Sommerhausen ·
Sonderhofen ·
Theilheim ·
Tauberrettersheim ·
Thüngersheim ·
Uettingen ·
Unterpleichfeld ·
Veitshöchheim ·
Waldbrunn ·
Waldbüttelbrunn ·
Winterhausen ·
Zell a.Main